# Веркмейстер, Лотта
Ло́тта Веркме́йстер, Веркмайстер (Lotte Werkmeister) (26 декабря 1885, Берлин – 15.7.1970, Берггольц-Ребрюке, Бранденбург) — немецкая эстрадная певица и актриса.

## Краткий очерк жизни и творчества
В 1908–1913 гг. актриса театра «Метрополь» в Кёльне, затем работала в разных театрах и кабаре Берлина, в том числе в 1928 г. — в популярном «Кабаре комиков» (Kabarett der Komiker). Приобрела известность в Третьем рейхе, в 1944 г. включена в «список богоизбранных» артистов фюрера (так называемый Gottbegnadeten-Liste).
Продолжала сценическую карьеру и после войны, до 1949 г. работала в известном кабаре «Berliner Kammerbrettl». В 1917–1958 гг. снималась в кино (всего 38 картин), преимущественно в небольших ролях и эпизодах — в том числе, в популярных музыкальных фильмах «Мы делаем музыку» (1942) и «Фиалка с Потсдамер-Плац» (1936). До 1930-х гг. часто записывалась на пластинки (первые записи датированы 1912), в основном в опереточном репертуаре, в числе шлягеров — номера из оперетты «Солдат Марии» Л. Ашера (1910-е годы) и марш «Берлинский воздух» из оперетты «Фрау Луна» Пауля Линке (1936, первая аудиозапись песни).